# Giovanni Foscolo
Gian Dionisio Foscolo, detto Giovanni dal fratello maggiore Ugo Foscolo (Zante, 27 febbraio 1781 – Venezia, 8 dicembre 1801), è stato un militare italiano della Repubblica Cisalpina.

## Biografia
Di gente in gente; mi vedrai seduto

Su la tua pietra, o fratel mio, gemendo

Il fior de’ tuoi gentili anni caduto.»
(Ugo Foscolo, In morte del fratello Giovanni, vv. 1-4)
Registrato all'anagrafe come Gian Dionisio viene sempre chiamato Giovanni dal fratello Ugo.
Nel 1798 è sottotenente presso la Scuola Militare di Modena per il genio e l'artiglieria. A Modena partecipa all'attività politica e risulta tra i collaboratori del locale Giornale repubblicano. Sempre nel 1798 è cofondatore con il fratello Ugo a Bologna del giornale Il Genio Democratico che andrà in stampa con alcuni numeri nei mesi di settembre ottobre di quell'anno. Nel 1799 Giovanni, diventato ufficiale di artiglieria, è in Francia, prima a Nizza, poi a Digione ed infine a Parigi.
Giovanni muore a Venezia nel 1801.

### La morte
Sulla morte l'unico dato certo è quello che riportano il Martinetti e il Mestica, i due principali biografi foscoliani citati sempre da Antona Traversi:
La storia però non è chiara perché il certificato di morte apparentemente attesterebbe un'altra verità:
La sepoltura eseguita in piena notte suggerisce tuttavia quelle procedure previste per il suicidio dalle consuetudini del tempo (negazione di esequie religiose, sepoltura in zone apposite dei camposanti, confisca dei beni).
Inoltre esistono testimonianze estranee alla famiglia che confermano la tesi del suicidio, tra esse ricordiamo quella di Giulio Carcano.
(Giulio Carcano, Il presagio, 1837)
Le righe del Carcano sono le uniche che attestino anche la modalità del suicidio. Le altre voci (che Giovanni si fosse ucciso ingerendo veleno per topi, che Giovanni si fosse ucciso al cospetto della madre) si sono venute a creare a posteriori e non sono suffragate da alcuna fonte.
A Giovanni, Ugo dedicò il sonetto In morte del fratello Giovanni.